# Sabre Wulf
Sabre Wulf — компьютерная игра в жанре action-adventure, разработанная и изданная компанией Ultimate Play the Game, и выпущенная для ZX Spectrum в 1984 году.
Игровой мир Sabre Wulf представляет собой двумерный лабиринт в джунглях, и в нём игрок управляет героем Sabreman, который собирает амулет из случайно разбросанных по лабиринту частей. После сборки амулет даёт право пройти стража, охраняющего выход из лабиринта, что является целью игрока. Размер игрового мира составляет 256 экранов, и его населяет множество существ, которые появляются случайно и имеют аркадное поведение.
Ultimate Play the Game (далее Ultimate) выпустили игру для ZX Spectrum в высококачественной упаковке, ставшей стандартом компании. Предлагаемая цена была выше средней и выбрана на таком уровне, чтобы бороться с пиратством. Разработчики закончили Sabre Wulf задолго до назначенной даты выхода, и игру держали в секрете исходя из маркетинговых целей. После выхода в том же году были выпущены сиквелы. Ultimate наняли внешних разработчиков для портирования игры на другие платформы: BBC Micro, Commodore 64, и Amstrad CPC. Позже Sabre Wulf выходил в составе сборников, в том числе в 2015 году в сборнике ретро игр от Rare.
Несколько игровых изданий рекомендовали игру, а читатели Crash назвали лучшей лабиринтовой игрой 1984 года. Sabre Wulf стала бестселлером и имела финансовый успех. Хотя игровой процесс был похож на работу компании предыдущей версии, рецензенты предпочли Sabre Wulf. Был отмечен его сложный игровой процесс, а также получила похвалу графика. Журналисты в ретроспективе рассматривают Sabre Wulf как одну из лучших игр, а также считают его началом серии Sabreman.

## Игровой процесс

Sabreman (сверху справа) смотрит на волка перед собой (сверху слева) на одном из 256 экранов, которые составляют лабиринт в Sabre Wulf. Враждебно настроенный по отношению к главному герою паук находится в нижней части экрана.

В Sabre Wulf игрок управляет героем в пробковом шлеме, авантюристом Sabreman’ом, который перемещается в двумерном лабиринте. Задачей игрока является поиск четырёх частей амулета, которые разбросаны по всему лабиринту. После сборки амулета в единое целое это даёт право пройти стража на выходе, стоящему на входе пещеры, которая ведёт к последующему сиквелу Underwurlde.
Лабиринт представлен в виде флип-экранов в прямоугольной сетке, когда игрок видит только один них. Если игрок достигает одного из краёв экрана, то перемещается на соседний экран согласно направлению перемещения. Всего в лабиринте 256 экранов, которые перемещены в сетку 16×16. Лабиринт состоит из тропических растений, и когда игрок попадает на новый экран, в его случайных местах появляются неигровые персонажи, представляющие опасность для главного героя. Кроме джунглей, в лабиринте есть несколько озёр, а весь лабиринт окружён горами.
Игра открывается под музыку Иоганна Себастьяна Баха.
Во время игры игрок Sabreman использует саблю, активирующуюся при нажатии кнопки «огонь». В этом случае он в ближнем бою атакует всех врагов слева или справа, в зависимости от того, куда смотрит или бежит персонаж. Большинство врагов после атаки погибает, но есть неигровые персонажи, которых уничтожить невозможно. При этом они обладают разным поведением. Так, волк если видит атаку Sabreman, то готовится к прыжку и через некоторое время бежит за главным героем, и при этом волка убить невозможно. Странствующие рыцари меняют своё направление и убегают после атаки. Живущие в джунглях носороги и бегемоты мирно спят и закрывают проходы, но после атаки пробуждаются и перемещаются по лабиринту. Если игрок долго задерживается на одном экране, то появляется неигровой персонаж в виде лесного пожара, на который атака не действует, и при этом он преследует игрока. Обычные враги разнообразны: это пауки, скорпионы, змеи, летучие мыши, летающие насекомые и другие. Если игрок находит части амулета, то разнообразие существ увеличивается.
Игрок не получает никаких прямых указаний о том, как играть, и ему самостоятельно нужно понять цели игры путём проб и ошибок. Интерфейс Sabre Wulf минимален, где показывается текущий экран, количество жизней и число очков. В лабиринте Sabreman может встретить орхидею, которая даёт бонусы-таблетки силы. Каждая орхидея имеет некоторый цвет, и цвет задаёт тот эффект, который она даёт. При этом орхидея вырастает периодически на несколько секунд, и если в этот момент игрок прикасается к цветку, то получает бонус, который на время изменяет поведение персонажа. Здесь игрок может стать неуязвимым, начать медленнее или быстрее бегать, получить инверсию управления, стать парализованным и уничтожить всех уничтожаемых врагов на экране, или снять текущий бонус. В лабиринте игрок может собирать сокровища и дополнительные жизни, которые представлены в виде предметов, разбросанных по всему лабиринту. В версиях для ZX Spectrum и Commodore 64 имеется режим для двух игроков, когда они играют по очереди, сменяясь при потере жизни.

## Разработка

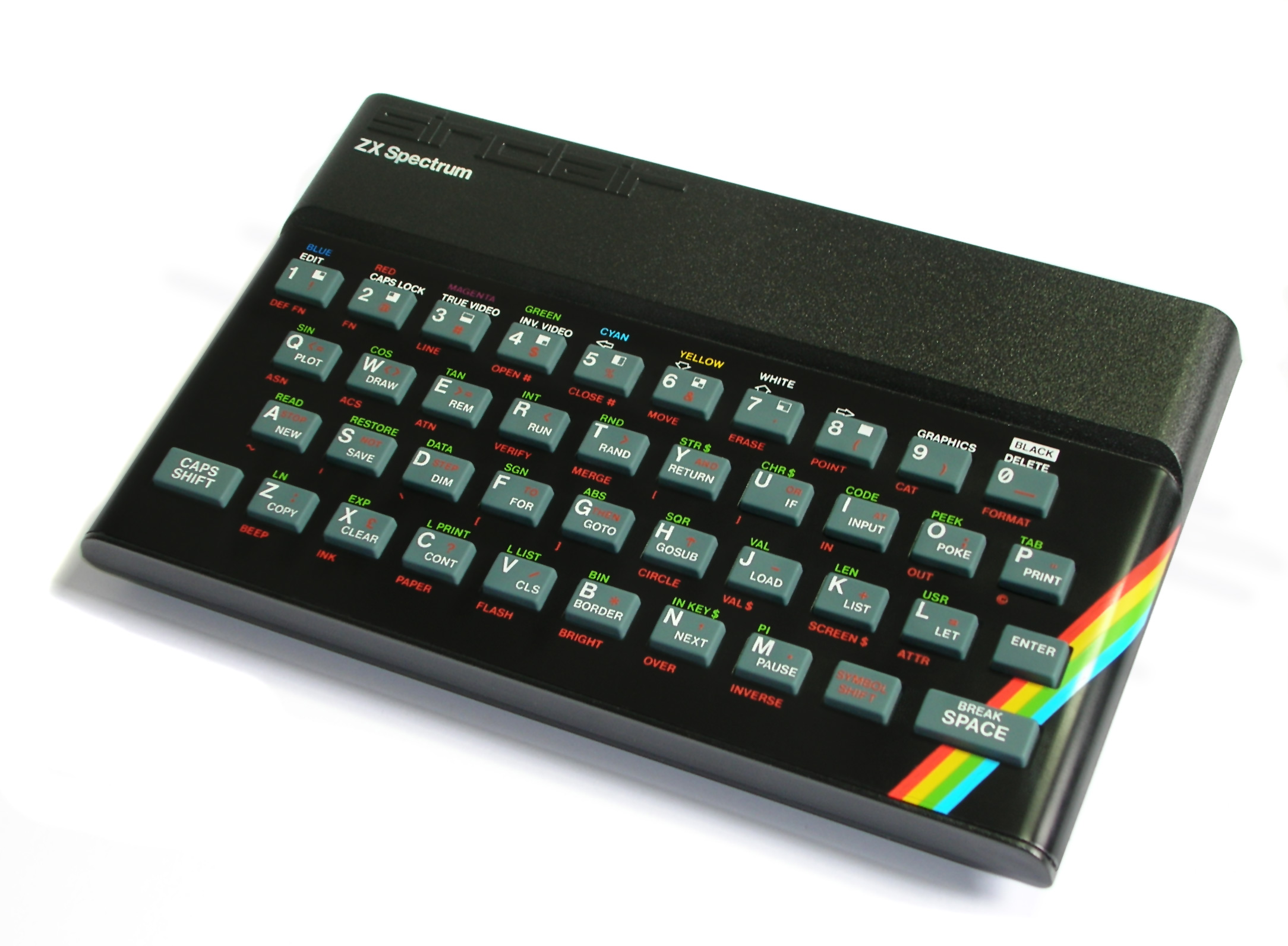
ZX Spectrum

Ultimate, разрабатывающая Sabre Wulf, была известна своей секретностью, когда её сотрудники редко давали интервью, не раскрывали подробности о внутренней кухни компании и не сообщали о планах и предстоящих играх. Было мало что известно о том, как происходит разработка, кроме того, что они использовали компьютеры Sage IV, предпочитали создавать продукты для ZX Spectrum и микропроцессоров Z80, а также часто отдавали на аутсорсинг работы для других платформ, например, на те, которые были основаны на микропроцессоре 6502. После выпуска игр Atic Atac в конце 1983 года Ultimate перестала сообщать в прессу что либо до тех пор, пока не появилась в журналах тизерная реклама Sabre Wulf в апреле 1984 года. Компания редко показывала настоящий игровой процесс в своей рекламе, и к этому времени они уже подготовили игру Knight Lore, являющуюся третьей в серии Sabreman, и заранее представили игрокам главного персонажа Sabre Wulf. Впоследствии игра Knight Lore ожидала на полке около года, так как в компании решили, что Sabre Wulf должен удостоится внимания и хорошо продаваться, так как этого могло не произойти в случае, если на рынок выйдет Knight Lore, который нёс в себе ряд инноваций. Впоследствии так и произошло, Knight Lore стала основополагающей игрой в британской истории компьютерных игр, легендарной работой 1980-х годов в популяризации жанра изометрического платформера.
Ultimate выпустила Sabre Wulf  для ZX Spectrum в 1984 году, и другие версии Sabreman названий были выпущены позже в этом же году. Sabre Wulf стала первой типичной игрой, которой была проставлена стандартная цена, а сама игра продавалась в таинственной упаковке и без всяких украшений. Стоимость была почти удвоена по сравнению с обычными ценами на игры, и это разработчики видели как «смелый шаг» в борьбе с пиратством. Они ожидали, что законные покупатели будут более осмотрительны в том, чтобы не давать друзьям копировать свои более дорогие игры. При этом Ultimate замечала, что цены у конкурентов медленно растут и чувствовала, что установленная цена была справедливой относительно тех затрат, которые были вложены в игру. Продаваемая игра была в большой коробке, сделанной из качественного и плотного картона, в которую была вложена глянцевая инструкция, что было намного лучше, чем у обычных других игр. Впоследствии, она стала стандартной для новых игр Ultimate. При этом упаковка была невзрачной и в ней не было скриншотов игрового мира. Кроме того, Ultimate не поместила в неё информацию о разработчиках. Для портирования Sabre Wulf Ultimate наняла внешних разработчиков. Пол Проктор написал игру для BBC micro, а в 1985 году Грег Даддл перенёс игру на Commodore 64, и эта версия была лицензирована Firebird. Sabre Wulf в 1985 году попала в сборник They Sold a Million, составляющую набор игр, сумма продаж которых составила миллион экземпляров . После выпуска сборника для Amstrad CPC Sabre Wulf был портирован для этой платформы и вышел как отдельная игра. Sabre Wulf позже появился вместе с его продолжением Underwurlde в сборнике для Commodore 64. В августе 2015 игра попала на Xbox One в составе сборника 30 игр Ultimate и Rare Rare Replay.

## Оценки и мнения
| Иноязычные издания      | Иноязычные издания                                               | Иноязычные издания                                               | Иноязычные издания                                                                      |
| Издание                 | Оценка                                                           | Оценка                                                           | Оценка                                                                                  |
| Издание                 | Amstrad CPC                                                      | Commodore 64                                                     | ZX Spectrum                                                                             |
| ----------------------- | ---------------------------------------------------------------- | ---------------------------------------------------------------- | --------------------------------------------------------------------------------------- |
| ASM                     | 8,75/10                                                          | 8,75/10                                                          |                                                                                         |
| Crash                   |                                                                  |                                                                  | 91 %                                                                                    |
| CVG                     |                                                                  | 9/10                                                             | 36/40                                                                                   |
| Sinclair User           |                                                                  |                                                                  | 8/10                                                                                    |
| Zzap!64                 |                                                                  | 40 %                                                             |                                                                                         |
| Personal Computer Games |                                                                  |                                                                  | 10/10                                                                                   |
| ZX Computing            |                                                                  |                                                                  | [ 25 ]                                                                                  |
| Micro 7                 |                                                                  |                                                                  | 5 из 6 звёзд · 5 из 6 звёзд · 5 из 6 звёзд · 5 из 6 звёзд · 5 из 6 звёзд · 5 из 6 звёзд |
| Награды                 |                                                                  |                                                                  |                                                                                         |
| Издание                 | Награда                                                          | Награда                                                          | Награда                                                                                 |
| Your Sinclair, 1991     | 67-е место в рейтинге лучших игр всех времён по версии читателей | 67-е место в рейтинге лучших игр всех времён по версии читателей | 67-е место в рейтинге лучших игр всех времён по версии читателей                        |
| Crash                   | Лучшая лабиринтовая игра 1984 года                               | Лучшая лабиринтовая игра 1984 года                               | Лучшая лабиринтовая игра 1984 года                                                      |
| Crash                   | Лучший анонс 1984 года                                           | Лучший анонс 1984 года                                           | Лучший анонс 1984 года                                                                  |
| Retro Gamer, 2008       | 20-е место в рейтинге Лучших игр ZX Spectrum                     | 20-е место в рейтинге Лучших игр ZX Spectrum                     | 20-е место в рейтинге Лучших игр ZX Spectrum                                            |

Рецензенты высоко оценили графику игры и её игровой процесс, который был аналогичен предыдущей игре Ultimate Atic Atac — в частности, повторял свободу перемещения и его формат лабиринта — но при этом критики отдали предпочтение Sabre Wulf. Журналисты отметили сложность игры и то, что она продавалась по цене, выше средней. Sabre Wulf в июле 1984 года попал в рекомендованные игры от журнала Crash, в августе того же года от Personal Computer Games, и июне в Popular Computing Weekly. Игра была названа лучшей лабиринтовой в 1984 году по версии журнала Crash. Новая стратегия Ultimate стала успешной и Sabre Wulf возглавил рейтинги продаж игр. Retro Gamer отметил, что Sabre Wulf поставила рекорд в продажах у компании. Computer and Video Games сообщил, что выпуск отставал по объёмам от других игр, когда было продано 30 000 экземпляров к декабрю 1984 года. Eurogamer впоследствии сообщил, что в общем было продано 350 000 экземпляров Sabre Wulf.
Crash подтвердил слухи о том, что игра похожа на Atic Atac, но при этом было сообщено, что Sabre Wulf лучше, а также в редакции высказали предсказание, что игры будут иметь одинаковое наследие. Журнал писал, что им не получилось интуитивно понять игровые механики Sabreman (инвентаризация персонажа, его устойчивость к атакам), что добавило некоторую загадочность. При этом заметили, что Ultimate была особенно искусна в том, чтобы не раскрывать особенности, но при этом дала ряд подсказок о том, какой будет игровой процесс. Personal Computer Games нашёл одну такую подсказку: «местные враги пикнули, когда был найден кусок амулета». Аналогично, Popular Computing Weekly постепенно научились использовать, а не избегать орхидеи. CVG описал инструкцию игры как «загадочную». Crash позже сообщил, что сравнения с Atic Atac некорректны, и в них это все равно, что считать, что любые два текстовых квеста одинаковы.
Критики высоко оценили красочную и прорисованную графику и анимацию. По мнению рецензентов CVG, Sabre Wulf выжали все и окончательный импульс от Jetpac и Atic Atac, показав какая должна быть лучшая графика игр ZX Spectrum, с графической детализацией, которая превзошла все предыдущие игры и достигла пределов ограничений компьютера. Обозревателям Sinclair User особенно понравилось, что такой персонаж как бегемот заставляет игрока изменить манеру игры hack and slash. В Crash рецензент назвал игру «программным шедевром», а журнал сообщил, что редакция получила больше всего писем в похвалу Sabre Wulf в 1984 году, чем на любые другие игры. Год спустя редакция отметила, что Sabre Wulf находится среди лучших игр для ZX Spectrum и добавил, что игра не чувствуется устаревшей. CVG, комментируя выпуск для Commodore 64 спустя два года после оригинального выхода, сообщил, что портированная версия показывает, что игра остается классической.
Рецензенты жаловались на высокую цену игры, которая была почти вдвое выше среднего. Crash поинтересовался, приведёт ли такая стоимость к ещё большему пиратству. Критики отметили ошибки в режиме двух игроков, повторение экранов лабиринта, слишком малом пространстве манёвра в лабиринте, где сабля героя сверкает быстрее, чем враги его атакуют. CVG порекомендовал нарисовать карту лабиринта, так как без неё легко заблудиться. Sinclair User сообщил, что у игры есть вопросы к формату экранов, но при этом Sabre Wulf полностью соответствует максимально высоким показателям качества.
Обозреватель Micro Adventurer сообщил, что игра после портирования на Commodore 64 осталась той же, но всё таки им были замечены некоторые изменения в игровом процессе. Критик графику посчитал хорошей, но пожаловался на отсутствие звука.
Ретроспективный обзор Retro Gamer даёт акцент на «интерактивный лабиринт», который упакован в цветной-hack-and-slash игровой процесс. Журналисты похвалили за выбор цветовой палитры и посчитали, что Sabre Wulf относительно игры Dingo, названной ими лучшей аркадной игрой Ultimate, посетовали, что Sabreman не может поражать врагов выше или ниже его. Eurogamer в лице Петра Пэрриш в ретроспективе нашли в игре коллизии толкновения. В The Routledge Companion to Video Game Studies Саймон Ниденталя рассмотрел Sabre Wulf как пример игры, в которой максимально ограничена цветовая палитра для 8-разрядного компьютера. Он описал цветовую палитру как «это свечение, как витражное стекло, а влияние чистоты цвета усиливается из-за контраста с чёрным фоном».

## Наследие
Игроки и журналисты игровой индустрии считают Sabre Wulf одной из лучших на ZX Spectrum. Sabre Wulf стал первым из четырёх игр серии Sabreman. Retro Gamer отмечают, что имя персонажа и его черты характера отличаются хорошей запоминаемостью. В качестве обычного человека в шляпе с большим носом Sabreman стал хитом в эпоху 8-битных компьютерных игр. Было запланировано, что последняя игра серии Mire Mare, которая не была издана, должна была иметь игровой процесс, аналогичный Sabre Wulf. Rare, преемник Ultimate, выпустила в 2004 году скролинговый платформер для GBA — также под названием Sabre Wulf  — где Sabreman вовлекает животных джунглей для того, чтобы решить головоломку. Игра не была принята фанатами. Элементы из Sabre Wulf появляются в других играх, в том числе например в игре Rare по Jet Force Gemini. Retro Gamer считает, что повторяющийся внешний вид Sabreman является доказательством того, что Rare заинтересована в персонаже этой серии.

## Комментарии
1. ↑  Этот амулет назван в честь одного из разработчиков Ultimate[2][1]
2. ↑  Reviewers who likened Sabre Wulf gameplay to Atic Atac include Computer and Video Games Crash, Sinclair User, ZX Computing, and in retrospect, Retro Gamer.[4][14][28][23][25][29] Computer and Video Games and Personal Computer Games noted similarities in their opening sequences,[4][9] and Crash and Retro Gamer noted similarities in their maze format.[30][14] Personal Computer Games and Crash stated preferences for Sabre Wulf[9][28]
3. ↑  Computer and Video Games and Popular Computing Weekly wrote on the game's difficulty[4][31], and Computer and Video Games, Crash, Popular Computing Weekly, and Sinclair User wrote on the game's above-average pricing.[4][30][23][29][31]